# I quattro libri di lettura
(da I quattro libri di lettura)
I quattro libri di lettura (in russo: Русские книги для чтения, Russkie knigi dlja čtenija) è una raccolta di favole dello scrittore russo Lev Tolstoj, pubblicata nel 1875.
L'opera è il rifacimento di un'antologia pedagogica precedente, il Sillabario (o Abbecedario). Comprendente alcune favole di Esopo in versione libera, il rifacimento di leggende russe o indiane, racconti dei fratelli Grimm e storie vere, il testo veniva utilizzato per un apprendimento critico e attivo. Contiene in 4 volumi rispettivamente 58, 65, 51 e 35 tra favole, storie e poesie.
L'opera era destinata, come disse Tolstoj, «a tutti i fanciulli, da quelli della famiglia imperiale a quelli dei contadini, perché ne traggano le loro prime impressioni poetiche».

## Primo libro
- La formica e la colomba (Favola)
- Il cieco e il sordo (Storia vera)
- La tartaruga e l'aquila (Favola)
- Il trovatello (Storia vera)
- La testa e la coda del serpente (Favola)
- La pietra (Favola)
- Gli esquimesi (Descrizione)
- La puzzola (Favola)
- Come mia zia raccontava di quando aveva imparato a cucire (Racconto)
- I fili sottili (Favola)
- Dalla velocità viene la forza (Fatto vero)
- Il leone e il topo (Favola)
- I cani pompieri (Fatto vero)
- La scimmia (Favola)
- Come un bambino raccontava di una volta che non l'avevano portato in città (Racconto)
- Il bugiardo (Favola)
- Come ripararono una casa nella città di Parigi (Fatto vero)
- L'asino e il cavallo (Favola)
- Come un bambino raccontò di quando nel bosco l'aveva sorpreso un temporale (Fatto vero)
- La cornacchia e i colombi (Favola)
- Il mužìk e i cetrioli (Favola)
- La baba e la gallina (Favola)
- Il vecchio nonno e il nipotino (Favola)
- La spartizione dell'eredità (Favola)
- Dove va a finire l'acqua del mare? (Ragionamento)
- Il leone, l'orso e la volpe (Favola)
- Come un bambino raccontava di quando aveva trovato a suo nonno delle api regine (Racconto)
- Il cane, il gallo e la volpe (Favola)
- Il mare (Descrizione)
- Il cavallo e lo stalliere (Favola)
- L'incendio (Fatto vero)
- La rana e il leone (Favola)
- L'elefante (Fatto vero)
- La scimmia e i piselli (Favola)
- Come un bambino raccontava di quando aveva smesso di aver paura dei mendicanti ciechi (Racconto)
- La mucca (Favola)
- Si-lin-ci, la zarina di Cina (Fatto vero)
- La libellula e le formiche (Favola)
- La ragazza-topo (Fiaba)
- La gallina e le uova d'oro (Favola)
- Annusa-tigli (Fiaba)
- Il lupo e la vecchia (Favola)
- Il micino (Fatto vero)
- Il figlio istruito (Favola)
- Come la gente di Buchara imparò ad allevare i bachi da seta (Fatto vero)
- Il mužìk e il cavallo (Favola)
- Come la zietta raccontava alla nonna di quando il brigante Emel'ka Pugačëv le aveva dato un Grìvennik (Fatto vero)
- Il visir Abdùl (Fiaba)
- Come un ladro si tradì da solo (Fatto vero)
- Il fardello (Favola)
- Il nòcciolo (Fatto vero)
- I due mercanti (Favola)
- Il cane del San Gottardo (Descrizione)
- Racconto di un Mužik sul perché vuol bene a suo fratello maggiore
- La prima volta che uccisi una lepre (Racconto di un barin)
- Pollicino (Fiaba)
- L'allocco (Fiaba in versi)
- Svjatogòr il Bogatỳr (Fiaba in versi)

## Secondo libro
- La bambina e i funghi (Fatto vero)
- L'asino nella pelle del leone (Favola)
- Com'è la rugiada sull'erba (Descrizione)
- La gallina e la rondine (Favola)
- L'indiano e l'inglese (Fatto vero)
- Il cervo e il cerbiatto (Favola)
- Il panciotto (Fatto vero)
- La volpe e l'uva (Favola)
- Il colpo di fortuna (Fatto vero)
- Le lavoranti e il gallo (Favola)
- Il mulino che gira da solo (Fatto vero)
- Il pescatore e il pesciolino (Favola)
- Il tatto e la vista (Ragionamento)
- La volpe e il caprone (Favola)
- Come un mužìk spostò una roccia (Fatto vero)
- Il cane e il suo riflesso (Favola)
- Lo Šat e il Don (Fiaba)
- La gru e la cicogna (Favola)
- La Sudoma (Fiaba)
- Il vignaiolo e i suoi figli (Favola)
- La civetta e la lepre (Favola)
- Il lupo e la gru (Favola)
- L'aquila (Fatto vero)
- L'anatra e la luna (Favola)
- L'orso sul carro (Favola)
- Il lupo nella polvere (Favola)
- Il salice (Fatto vero)
- Il topo sotto il granaio (Favola)
- Come i lupi insegnano ai loro figli (Racconto)
- Le lepri e le rane (Favola)
- Come la zia mi raccontò del suo passero addomesticato di nome Živčik (Racconto)
- Tre pagnotte e una ciambella (Favola)
- 1000 pezzi d'oro (Fatto vero)
- Pietro I e il Mužìk (Fatto vero)
- Il cane rabbioso (Fatto vero)
- I due cavalli (Favola)
- Il leone e il cagnolino (Fatto vero)
- L'eredità in parti uguali (Favola)
- Tre ladri (Fatto vero)
- Il padre e i figli (Favola)
- Da dove viene il vento? (Ragionamento)
- A cosa serve il vento? (Ragionamento)
- Le pere migliori (Favola)
- Volga e Vazuza (Fiaba)
- Il vitellino sul ghiaccio (Favola)
- La Zarevna dai capelli d'oro (Fiaba)
- Il falco e il gallo (Favola)
- Il calore (Ragionamento)
- Il calore II
- Il calore III
- Gli sciacalli e l'elefante (Favola)
- Il magnete (Descrizione)
- L'airone, i pesci e il gambaro (Favola)
- Come lo zio raccontava di una volta che era andato a cavallo (Racconto)
- Il riccio e la lepre (Favola)
- I due fratelli (Fiaba)
- Il demone delle acque e la perla (Favola)
- Il serpente d'acqua (Fiaba)
- Il passero e le rondini (Racconto)
- Cambise e Psammenite (Fatto storico)
- Lo squalo (Racconto)
- Perché le finestre sudano e da dove viene la rugiada? (Ragionamento)
- L'archierèo e il brigante (Fatto vero)
- Ermàk (Fatto storico)
- Suchmàn (Fiaba in versi)

## Terzo libro
- Lo zar e il falco (Favola)
- La volpe (Favola)
- Il duro castigo (Fiaba)
- L'asino selvatico e quello domestico (Favola)
- La lepre e il segugio (Favola)
- Il cervo (Favola)
- Le lepri (Descrizione)
- Il cane e il lupo (Favola)
- I fratelli dello zar (Fiaba)
- Il cieco e il latte (Favola)
- Il lepre russo (Descrizione)
- Il lupo e l'arco (Favola)
- Come un mužìk divise le oche (Fiaba)
- La zanzara e il leone (Favola)
- I meli (Racconto)
- La cavalla e i suoi padroni (Favola)
- Le cimici (Racconto)
- Il vecchio e la morte (Favola)
- Come le oche salvarono Roma (Storia)
- Perché col gelo gli alberi si fendono? (Ragionamento)
- L'umidità I (Ragionamento)
- L'umidità II (Ragionamento)
- I differenti legami tra le particelle (Ragionamento)
- Il leone e la volpe (Favola)
- Il giudice giusto (Fiaba)
- Il cervo e la vigna (Favola)
- Il figlio dello zar e i suoi compagni (Favola)
- La cornacchietta (Favola)
- Come imparai a cavalcare sul serio (Racconto di un barin)
- La scure e la sega (Favola)
- Come vive una soldatka (Racconto di un mužìk)
- Il gatto e i topi (Favola)
- Il ghiaccio, l'acqua e il vapore (Ragionamento)
- La quaglia e i qauglietti (Favola)
- Bul'ka (Racconto di un ufficiale)
- Bul'ka e il cinghiale (Racconto)
- I fagiani (Descrizione)
- Milton e Bul'ka (Racconto)
- La tartaruga (Racconto)
- Bul'ka e il lupo (Racconto)
- Cosa successe a Bul'ka a Pjatigòrsk (Racconto)
- La fine di Bul'ka e Milton (Racconto)
- Gli uccelli e le reti (Favola)
- L'olfatto (Ragionamento)
- I cani e il cuoco (Favola)
- La fondazione di Roma (Storia)
- Dio vede la verità ma non la dice subito (Fatto vero)
- I cristalli (Ragionamento)
- Il lupo e la capra (Favola)
- Policrate di Samo (Storia)
- Vol'ga il Bogatỳr (Racconto in versi)

## Quarto libro
- Lo zar e la camicia (Fiaba)
- Il giunco e l'olivo (Favola)
- Il lupo e il mužìk (Fiaba)
- I due compagni (Favola)
- Il salto (Fatto vero)
- La quercia e il nocciolo (Favola)
- L'aria che fa male (Fatto vero)
- L'aria cattiva (Ragionamento)
- Il lupo e l'agnellino (Favola)
- Il peso specifico (Storia)
- Il leone, il lupo e la volpe (Favola)
- Il vestito nuovo dello zar (Fiaba)
- La coda della volpe (Favola)
- Il baco da seta (Racconto)
- Lo zar e gli elefanti (Favola)
- La passione è peggio che la prigione (Racconto d'un cacciatore)
- La chioccia e i pulcini (Favola)
- I gas I (Ragionamento)
- I gas II (Ragionamento)
- Il leone, l'asino e la volpe (Favola)
- Il vecchio pioppo (Racconto)
- Il ciliegio selvatico (Racconto)
- Come camminano gli alberi (Racconto)
- La quaglia reale e la sua femmina (Favola)
- Come si fanno i palloni aerostatici (Ragionamento)
- Il racconto di un aeronauta
- La mucca e il caprone (Fiaba)
- Il corvo e i corvini (Favola)
- Il sole è calore (Ragionamento)
- Da dove viene il male nel mondo (Favola)
- Il galvanismo (Ragionamento)
- Il mužìk e il demone delle acque (Favola)
- Il corvo e la volpe (Favola)
- Il prigioniero del Caucaso I (Fatto vero)
- Mikùlška Seljanìnovič (Fiaba in versi)

## Traduzioni italiane
- I quattro libri di lettura, traduzione di Angelo Treves, Milano, Monanni, 1928.
- I quattro libri di lettura, traduzione di Nicola Odanov, Milano, Longanesi, 1954.
- I quattro libri di lettura, traduzione di Agostino Villa, Torino, Einaudi, 1964. («I millenni»)
- I quattro libri di lettura, 2 voll., Napoli, Liguori, 1981.
- I quattro libri russi di lettura e altri racconti, a cura di Igor Sibaldi, Milano, A. Mondadori, 1998.